# Forcipomyia quasicornuta
Forcipomyia quasicornuta är en tvåvingeart som beskrevs av Saunders 1964. Forcipomyia quasicornuta ingår i släktet Forcipomyia och familjen svidknott.
Artens utbredningsområde är Costa Rica. Inga underarter finns listade i Catalogue of Life.